# Вайтопия
Вайтопия (или утопия для белых — англ. White, белый, Utopia, утопия) — название феномена, описанного в книге Рича Бенджамина «В поисках Вайтопии: Невероятное приключение в сердце белой Америки». Термин означает и описывает быстро-растущие белые поселения-анклавы, возникшие и развивающиеся в результате миграции, расположенные в разных частях США.

## История
В 2007—2009 годах американский профессор Стэнфордского университета, а также журналист и писатель Рич Бенджамин провел исследование во время путешествия по Америке. В ходе поездки, продлившейся 2 года и составившей 26909 миль или около 43300 км, писатель знакомился с жизнью таких поселений, выбрав несколько для проживания.
По словам Бенджамина основными показателями того, как можно узнать Вайтопии, стали:
- Прирост населения хотя бы на 6 % с 2000 года
- Более 90 % из этого населения — белые мигранты
- Привлекательность мест и спокойствие жизни в таких районах

Местами проживания и исследования для журналиста стали Сент-Джордж в штате Юта, Кер-д’Ален в штате Айдахо и округ Форсайт штата Джорджия. Важным был и факт проживания не в качестве посетителя, а в качестве местного жителя этих сообществ. Исследователь участвовал в традиционной для поселений жизни, включающей гольф, рыбалку, покер, встречи клубов демократов и республиканцев и другую деятельность для объединения сообщества. Помимо этого Бенджамин исследовал, с чем связано такое миграционное поведение и отношение местных жителей к вайтопиям. Часть населения открыто признают себя белыми сепаратистами, не чувствующими превосходства, но изъявившими желание не быть связанными с другими расовыми группами.
Основным вопросом исследования стало не только изучение миграции, но и то, к каким последствиям для Америки такой вид поселений и их рост могут привести.
По итогам исследования писатель в 2009 году опубликовал книгу «В поисках Вайтопии: Невероятное приключение в сердце белой Америки», а в 2010 году озвучил её основные темы и подвел итоги в выступлении TED Talks.

## Обсуждение понятия
Книга и связанное с ней выступление, а также выводы Рича Бенджамина подняли вопросы дискриминации и актуальности темы сегрегации в американском обществе.
Также актуальность вопросу прибавило и то, что по данным исследований белое население США сокращается, и такие поселения, а также настроения населения могут приводить к конфликтам различных уровней, а также тормозить развитие государства.

Книга получила множество критических отзывов как осуждающих, так и поддерживающих." 
«Чем дальше будет развиваться этот феномен, тем большая сегрегация будет наблюдаться»,-Анна Баринова, UrbanUrban
«Мы должны тренироваться замечать структурный расизм в действии»,-Рич Бенджамин
Помимо вопросов, касающихся дискриминации, тема образования подобных поселений вызвала общественный интерес и с точки зрения антропологии, ставя вопрос, склонны ли к объединению группы с общими расовыми или национальными признаками.
«Важный инструмент для вопросов, оценивания и лучшего понимания исторических времен. По мере того, как мы развиваемся в совершенно новой Америке, „В поисках Вайтопии“ дает нам подсказки о том, как население может переселяться и перегруппировываться на пути к тому, чтобы стать более (или менее) совершенным союзом»,-Эдвидж Дантика, автор «Дыхание, Глаза, Память»